# Vilne, Camenița
Vilne (în ucraineană Вільне) este un sat în comuna Slobidka-Rîhtivska din raionul Camenița, regiunea Hmelnîțkîi, Ucraina.

## Demografie
Componența lingvistică a localității Vilne
     Ucraineană (97,86%)
     Rusă (1,6%)
     Alte limbi (0,53%)
Conform recensământului din 2001, majoritatea populației localității Vilne era vorbitoare de ucraineană (97,86%), existând în minoritate și vorbitori de rusă (1,6%).